# Arazzi con storie di san Giovanni Battista
Gli arazzi con le storie di san Giovanni Battista sono arazzi che fanno parte del tesoro del Duomo di Monza. Sono esposti nel Museo del Duomo nella seconda sezione intitolata dal dominio degli Sforza alla metà del cinquecento.
Il ciclo comprende nove arazzi di produzione lombarda risalenti al XVI secolo che raffigurano episodi della vita di San Giovanni Battista, compatrono della città, tra cui due grandi pezzi da cartoni di Giuseppe Arcimboldo con le storie di San Giovanni e i millefleurs di stile fiammingo recentemente restaurati dall'Opificio delle pietre dure di Firenze, attribuiti all'arazziere Antonio Maria da Bozolo di Milano (1536-1537 circa).